# Naamankajärvi och Salmentakanen
Naamankajärvi och Salmentakanen eller Kuukkaset är sjöar i Finland. De ligger i kommunen Pudasjärvi i landskapet Norra Österbotten, i den centrala delen av landet, 600 km norr om huvudstaden Helsingfors. Naamankajärvi och Salmentakanen ligger 182 meter över havet. Den är 8,4 meter djup. Arean är 1,06 kvadratkilometer och strandlinjen är 11,57 kilometer lång. Sjön  ingår i Ijo älvs huvudavrinningsområde. 